# Kraftwerk Imst

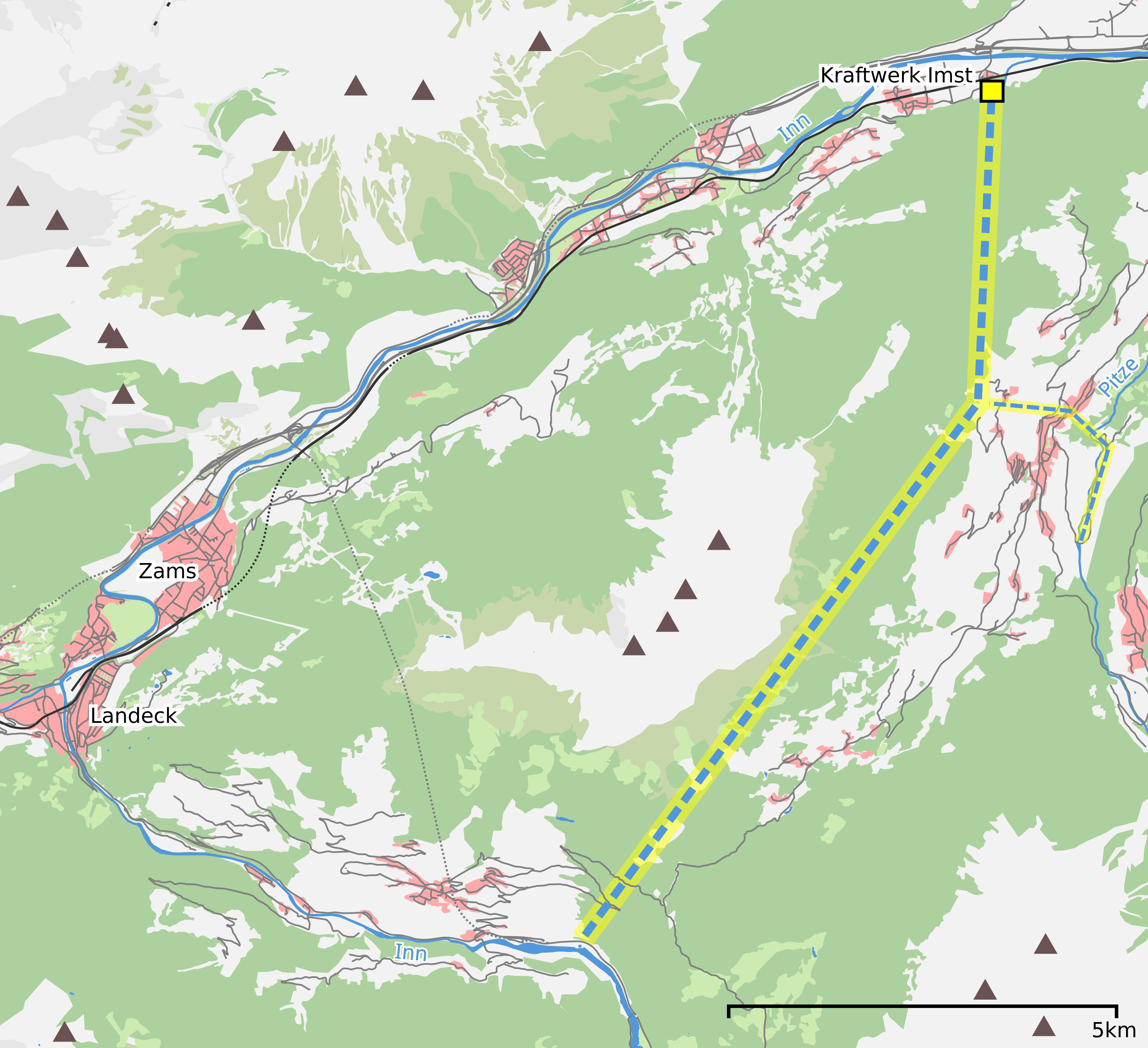
Karte der Innschleife und der Kraftwerksanlagen bei Imst

Das Kraftwerk Imst ist ein Laufwasserkraftwerk am Inn in der Gemeinde Imsterberg im Oberinntal.
Bei Landeck fließt der Inn in weitem Bogen westlich um den Bergstock Venet. Für das Kraftwerk Imst wird der Inn bei Fließ, stromabwärts der Pontlatzer Brücke, mittels eines Wehres ▼ aufgestaut und durch einen 12,3 km langen, innerhalb des Venetmassivs gelegenen Druckstollen geleitet, während der Inn zwischen der Ausleitung bei Prutz und der Mündung des Kraftwerksauslasses bei Imst ca. 26 Flusskilometer zurücklegt. Dadurch wird eine beachtliche Fallhöhe von 143,5 m erreicht. Neben dem Inn wird auch die Pitze genutzt, die bei Wenns gefasst ▼ und über einen eigenen Stollen dem Druckstollen zugeführt wird.
Das im Jahr durchschnittlich 550 GWh Strom erzeugende Krafthaus mit Turbinen und Generatoren liegt in einer Kaverne. Über den dem Kraftwerk nachfolgenden Teil des Stollens und einen kurzen, die Arlbergbahn unterquerenden Kanal fließt das Wasser in den Inn.
Anstatt das Wasser in den Inn zu leiten, wird geplant, flussabwärts das Kraftwerk Innstufe Imst-Haiming zu errichten und über einen etwa 14 km langen Stollen mit dem Unterwasser des Kraftwerks Imst zu verbinden.